# کهکشان مارپیچی میله‌ای

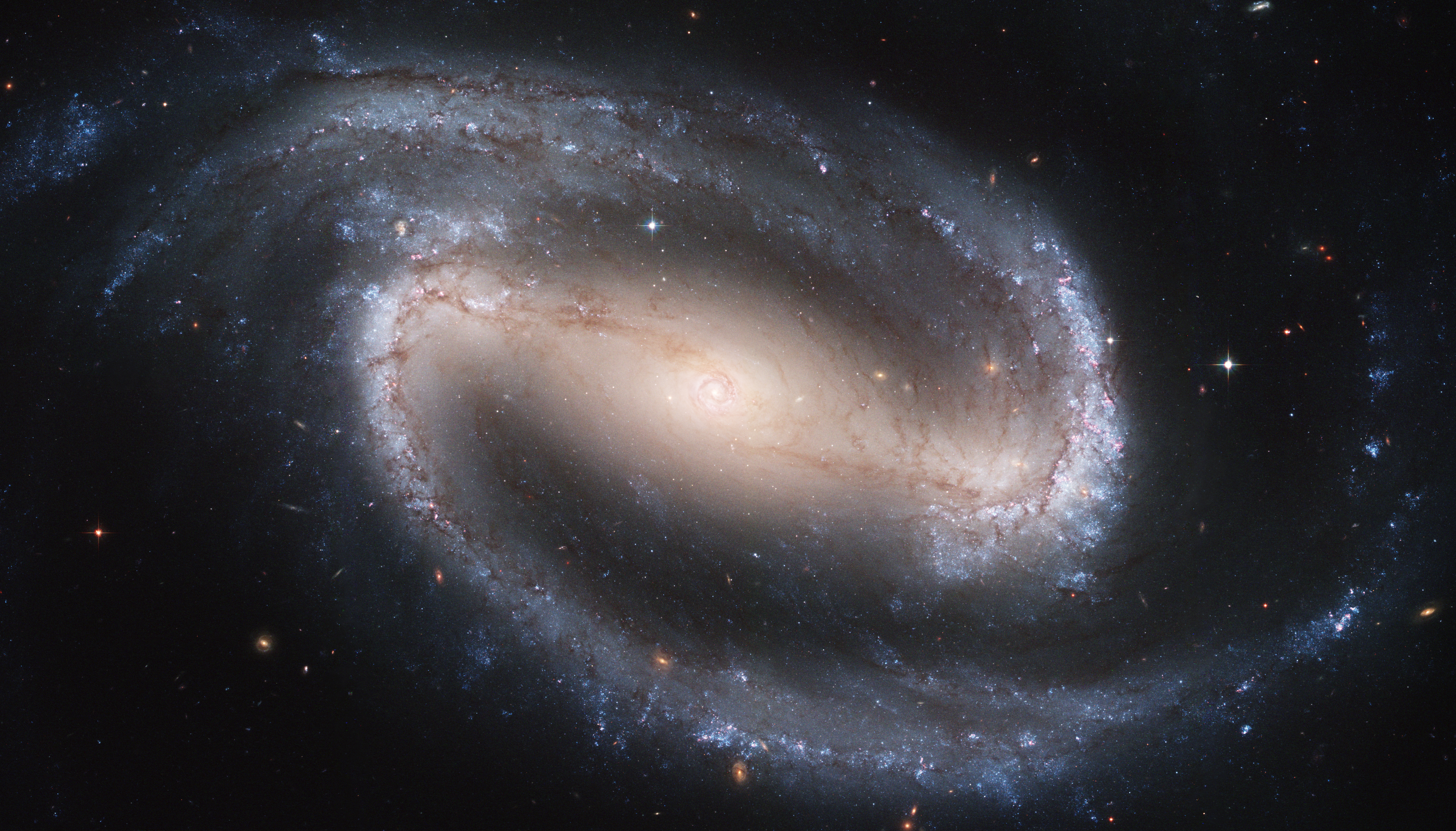
ان‌جی‌سی ۱۳۰۰, نما تقریباً از روبه‌رو؛ تصویر از تلسکوپ فضایی هابل

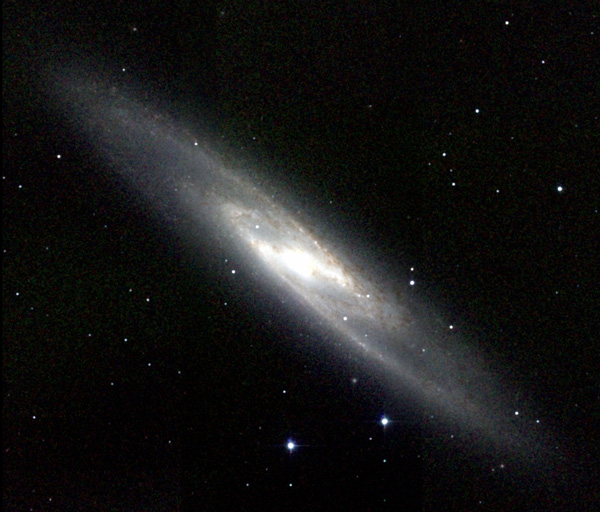
کهکشان سپر یک کهکشان مارپیچی میله‌ای

کهکشان مارپیچی میله‌ای نوعی از کهکشان مارپیچی است که در مرکز آن ساختار میله‌مانندی از ستاره وجود دارد. دو سوم تمام کهکشان مارپیچی از نوع مارپیچی میله‌ای و بقیه کهکشان مارپیچی بدون میله هستند.
ادوین هابل این کهکشان‌ها را با نماد "SB" (spiral, barred) مشخص کرد.
این نوع کهکشان ها به سه دسته تقسیم می شوند :
1. SBa
2. SBb
3. SBc

در دسته بندی این نوع کهکشان ها هر چقدر بازو بیشتر از هم باز شده باشند کهکشان پیر تر است مانند نوع SBc که جزو پیرترین کهکشان های مارپیچی میله ای است و نوع SBa که جزو جوان ترین کهکشان های مارپیچی میله ای است.